# Куенка (провінція)
Куе́нка (ісп. Cuenca) — провінція в центрі Іспанії у складі автономного співтовариства Кастилія-Ла-Манча. Вона межує з провінціями Валенсія, Альбасете, Сьюдад-Реаль, Толедо, Мадрид, Гвадалахара і Теруель. Адміністративний центр — місто Куенка.
Площа провінції — 17 141 км². Населення — 217 363 осіб, з них майже чверть живе у столиці; густота населення — 12,68 особи/км². Адміністративно поділяється на 238 муніципалітетів.